# Hamid Sourian
Hamid Sourian, född 24 augusti 1985 i Teheran, Iran, är en iransk brottare som tog OS-guld i bantamviktsbrottning vid de grekisk-romerska OS-brottningstävlingarna 2012 i London. Vid olympiska sommarspelen 2008 i Peking kom han på en femteplats i bantamviktsklassen.
Sourian har också vunnit sex guldmedaljer vid världsmästerskapen 2005, 2006, 2007, 2009, 2010 och 2014 samt två guldmedaljer vid Asiatiska mästerskapen 2007 och 2008.